# Koolzaadglanskever
De koolzaadglanskever (Meligethes aeneus, synoniem: Brassicogethes aeneus) is een kever die behoort tot de familie van de glanskevers (Nitidulidae). De koolzaadglanskever komt voor in Europa, Noord-Afrika, Azië en Noord-Amerika.
De ovale kever is ongeveer 2 mm lang. Het chitinepantser heeft een metaalachtige glans. De kleur varieert tussen de kevers en kan groen, blauw, violet of zelfs zwart zijn. Op de dekschilden zitten kleine haartjes. Zowel de poten als de korte voelsprieten hebben een bruine kleur. De voelsprieten zijn aan de top knotsvormig.

## Levenswijze
In het voorjaar bij een luchttemperatuur vanaf 9 °C komt de kever uit de grond en vliegt naar de bloemknoppen van verschillende soorten bloeiende planten. Voor paring gaan de kevers vervolgens naar bloemen van kruisbloemigen waaronder koolzaad waar de eitjes via de in de bloemknop geboorde gaatjes tussen de meeldraden worden afgezet. Bij aantasting van winterkoolzaad gaan de kevers pas na drie weken de eitjes afzetten. Bij zomerkoolzaad, dat later bloeit, gaan de kevers bij aankomst direct eitjes afzetten. De kevers voeden zich met stuifmeel, stempels en vruchtbeginsels. Na 4 - 7 dagen kruipen de larven uit de eitjes en eten gedurende drie tot vier weken alleen stuifmeel. In deze periode vervellen de larven enkele malen. Ze zijn wit met bruine verharde plaatjes en worden uiteindelijk tot 3 mm lang. Ze verpoppen ten slotte in de grond. In juni komt de tweede generatie kevers uit de grond en deze kevers zijn ook op andere, meestal geelbloeiende plantensoorten te vinden. Vanaf juli kruipen deze kevers weer in de grond en overwinteren daar.